# Prowincja Phôngsali
Phôngsali (laot. ຜົ້ງສາລີ) – prowincja Laosu, znajdująca się w północno-wschodniej części kraju. Graniczy z Chinami (prowincją Junnan) i Wietnamem (prowincją Lai Châu).

## Podział administracyjny
Prowincja Phôngsali dzieli się na siedem dystryktów:
1. Boon Neua
2. Boontai
3. Khua
4. May
5. Nhot Ou
6. Phongsaly
7. Samphanh.